# Crossandra stenandrium
Crossandra stenandrium är en akantusväxtart som beskrevs av Gustav Lindau. Crossandra stenandrium ingår i släktet Crossandra och familjen akantusväxter. Inga underarter finns listade i Catalogue of Life.